# Dicranomyia (Dicranomyia) apiceglabra
Dicranomyia (Dicranomyia) apiceglabra is een tweevleugelige uit de familie steltmuggen (Limoniidae). De soort komt voor in het Nearctisch gebied.